# Подвис (област Смолян)
Вижте пояснителната страница за други значения на Подвис.
Подвис е село в Южна България. То се намира в община Смолян, област Смолян.

## География
Село Подвис е на 5 км от общинския център гр. Смолян. Намира се на главен път Смолян – Мадан. Състои се от няколко махали разпръснати по слънчевите склонове на планината на надморска височина 840 м.

## История
Селото е разположено под забележителната Момчилова крепост. Издигната е по времето на император Юстиниан I (527 – 565 г.). След сравнително кратко съществуване крепостта е опожарена от славяните. Възстановена е около XI в. През 1343 г. византийския император Йоан Кантакузин обявява родопския властелин Момчил за севастократор и предава в негово владение две крепости в Родопите – Подвис (спомената под името Повисд в неговата „История“) и Св. Ирина (с неустановено местонахождение). Действащо укрепително съоръжение е до османското нашествие в края на XIV в., когато отново е опожарена и не е възстановявана.
През 1966 г. Момчилова крепост, е обявена за археологически паметник на културата с национално значение. Достъпът до крепостта е напълно социализиран. От Подвис до крепостта се стига по екопътека с дължина 2,5 км.